# Rio di San Lorenzo
Le rio de San Lorenzo est un canal de Venise dans le sestiere de Castello. 

## Toponymie
Ce rio est appelé d'après l'Église San Lorenzo toute proche.

## Description
Le rio de San Lorenzo a une longueur de 240 mètres. Il prolonge le rio dei Greci à partir du ponte dei Greci vers le nord jusqu'au rio de San Giovanni Laterano.

## Situation et édifices remarquables
Ce rio longe :
- le Palais Capello ;
- le campo de l'église San Lorenzo ;
- le palais Zorzi Liassidi.

Il rencontre le rio de la Tetta sur son flanc ouest.

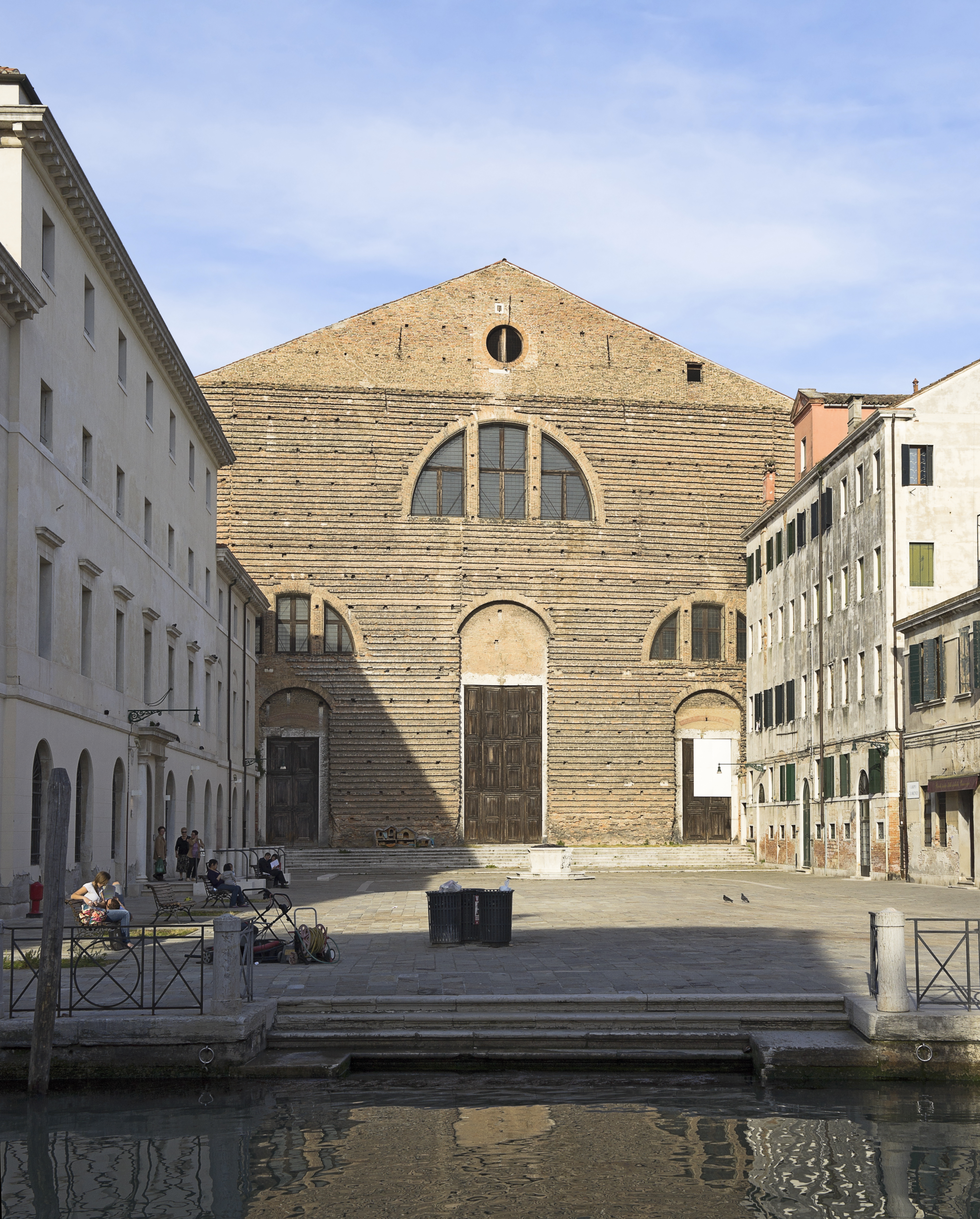
L'église San Lorenzo qui donne le nom au Rio éponyme au premier plan
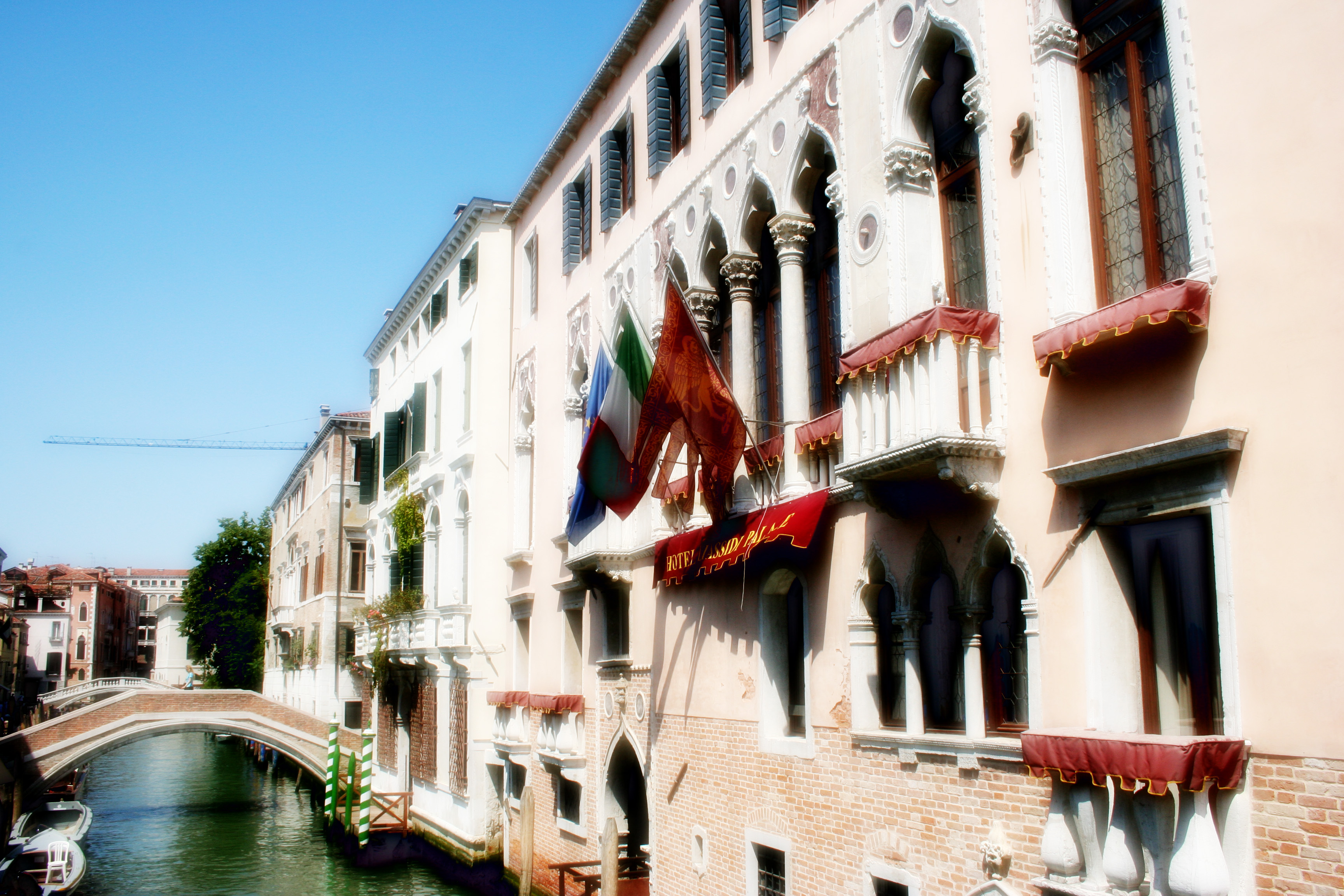
Le palais Zorzi-Liassidi et le pont Lion
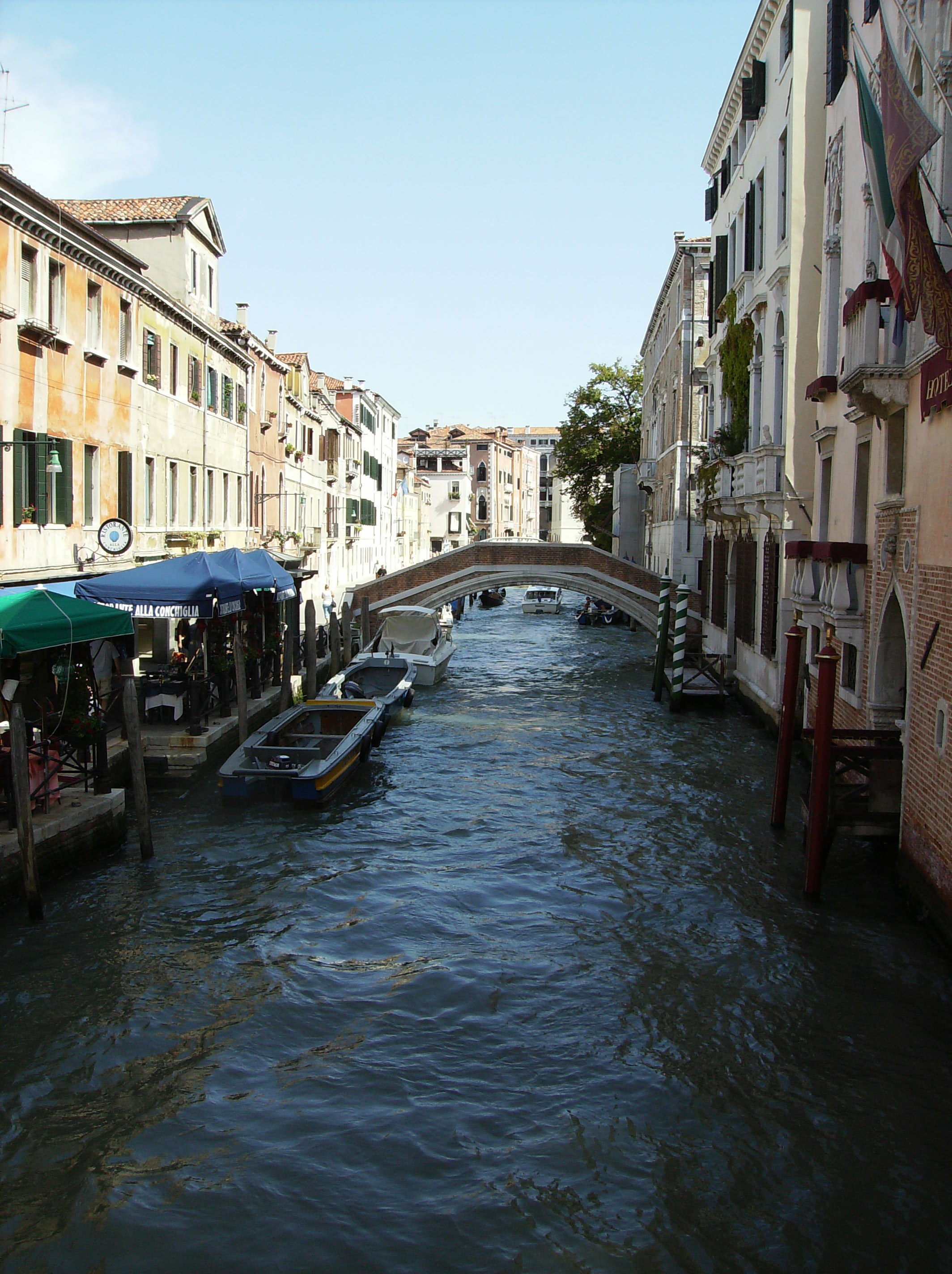
Le ponte Lion
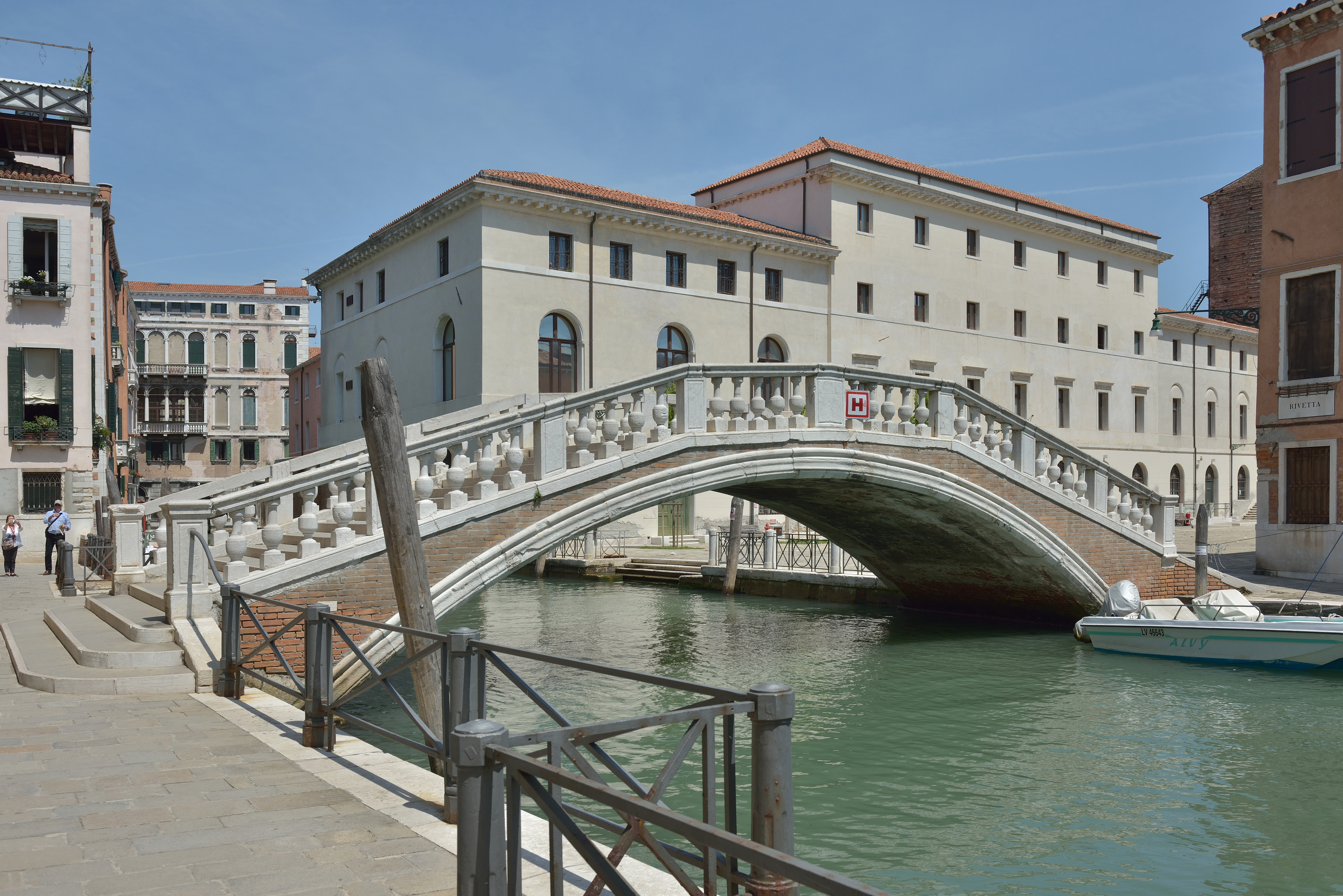
Ponte San Lorenzo

## Ponts
Il est traversé par trois ponts :
- le ponte dei Greci entre calle de la Madonna et fondamenta Osmarin;
- le ponte Lion entre fondamenta homonyme et fondamenta San Lorenzo. La famille Lion revint riche d'Orient en 1291. Une de ses lignées vécut près de ce pont aux XVIe  et  XVIIe siècles ;
- le ponte San Lorenzo entre Campo San Lorenzo et fondamenta San Lorenzo.